# Casa España
La Casa España o Llunell és un casal gòtic de l'Hospitalet de Llobregat (Barcelonès), declarat bé cultural d'interès nacional el 1975.

## Història
Va ser construïda a partir del 1563 per Antic Llunell, pertanyent a una familía de pagesos benestant amb múltiples propietats, i va ser reformada el 1735. Marianna Flaquer i Llunell es va casar amb Francesc de Molinés i Casadevall, i l'hereu fou Josep de Molinés  i Flaquer. La seva neta Maria Josepa de Molinés i de Prior es va casar amb Ignasi Maria d'España i de Quintana, regidor perpetu de Barcelona, i l'hereu fou Baltasar d'España i de Molinés.

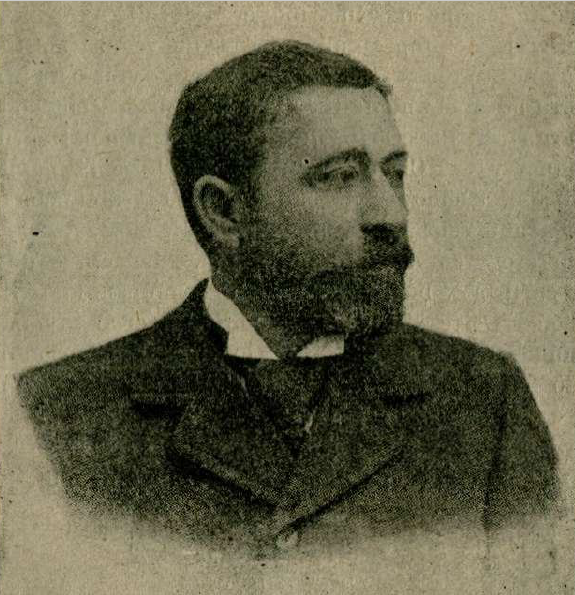
Josep d'España i d'Orteu

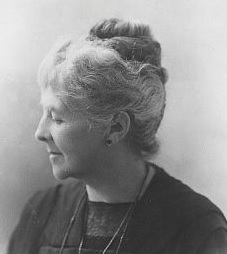
Amicie de Digoine

El seu fill Josep d'España i d'Orteu (1846-1918) fou nomenat marquès de Montsarra per Carles VII. El 1875 es va casar amb la francesa Amicie de Digoine (1858-1923) i van ser pares de Carles d'España i de Digoine, que a la mort de la seva mare el 1923, va demanar permís per a urbanitzar la finca, on s'obririen l'actual carrer d'España, i part dels de Molines i de Digoine. Va ser tinent d'alcalde durant l'alcaldia de Tomàs Giménez Bernabé (dictadura de Primo de Rivera) i es va casar amb Francesca Muntadas i Estruch, filla de l'industrial Maties Muntadas i Rovira (1853-1827), gerent de L'Espanya Industrial. El seu fill Josep Maties d'España Muntadas (1929-2005) fou alcalde de la ciutat entre el 1962 i el 1973.
Després de la seva restauració el 1969, l’any 1970 va ser adquirida per l'Ajuntament de l'Hospitalet per a adequar-la com a equipament cultural municipal, i el 1972 s'hi va inaugurar el Museu d'Història de la ciutat i l'Arxiu Històric. A partir del 2003, només hi ha el museu, que actualment es diu Museu de l'Hospitalet.

## Descripció
És un edifici de planta rectangular, amb les tres plantes característiques de l'arquitectura civil de l'època. La teulada és a doble vessant amb el carener paral·lel a la façana principal. Al centre de la planta baixa s'obre la porta d'accés d'arc de mig punt amb grans dovelles i, a banda i banda, dues finestres quadrangulars. Seguint el mateix eix que les obertures de la planta baixa, al primer pis hi ha tres balcons; les llindes de les tres obertures estan decorades amb arcs conopials en relleu i un escut al centre que corresponen als antics propietaris de la casa: la mitja lluna dels Llunell, i la roda de molí dels Molines.
A la planta superior, sis finestres d'arc rebaixat es reparteixen en dos grups de tres, a banda i banda d'un matacà central. La restauració de l'any 1969 li donà un aspecte artificiós, amb l'arrebossat de les façanes i els merlets que les coronen.